# 埃滕施塔特
埃滕施塔特是德国巴伐利亚州的一个市镇。总面积15.84平方公里，总人口822人，其中男性414人，女性408人（2011年12月31日），人口密度52人/平方公里。